# دهستان پیپسیاره (۱۹۹۱)
دهستان پیپسیاره (به لاتین: Peipsiääre Parish) یک دهستان در استونی بود که در شهرستان تارتو واقع شده‌بود.

## نگارخانه

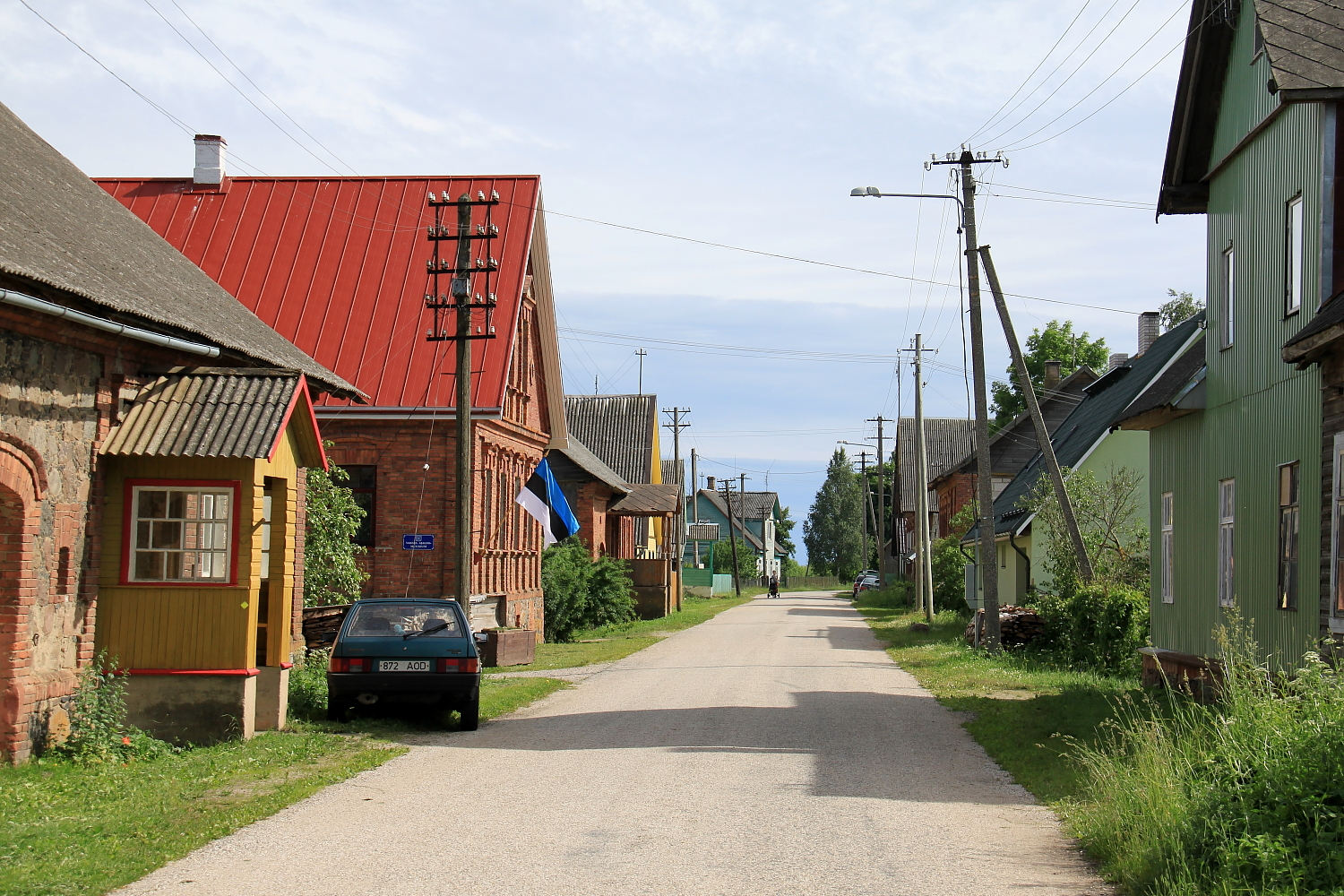
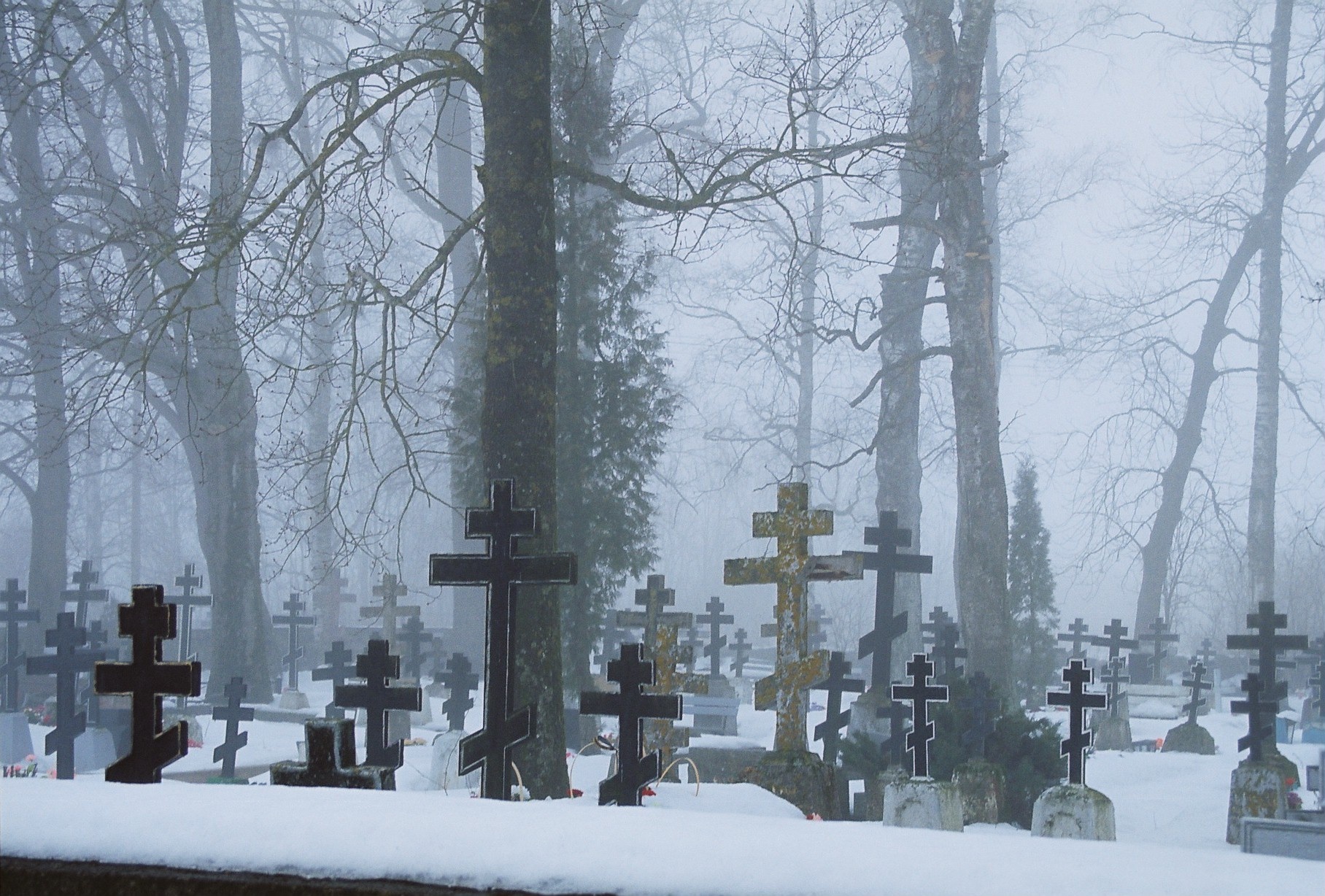